# Shahrbani

L'emblème officielle du Shahrbâni Impérial iranien

Shahrbani (en persan : شهربانی; Šahrbānī), anciennement appelé Nazmiyeh (en persan : نظمیه; Naẓmīya) était un organisme chargé de l'application de la loi en vigueur en Iran, ayant la fonction de police à l'intérieur des villes. Fondée en 1913 au cours de la dynastie Qadjar, il a finalement été fusionné en 1991 avec les forces rurales et des routes de la police, la Gendarmerie et les Comités de la Révolution Islamique, pour former la Force de l'ordre de la république islamique d'Iran (NAJA).

## Référence
1. ↑  (en) Asghar Schirazi, The Constitution of Iran : Politics and the State in the Islamic Republic, I. B. Tauris, 15 septembre 1998, 325 p. (ISBN 978-1-86064-253-1, lire en ligne), p. 152